# 鈴木淳史
鈴木 淳史（すずき あつふみ、1970年 - ）は、日本のクラシック音楽評論家、文芸評論家。鈴木敦史（すずき あつし）とも表記されることがある。自ら『売文業』と称し、主にクラシック音楽の「私批評」を行っている。

## 略歴
山形県寒河江市生まれ。山形県立寒河江高等学校、法政大学文学部日本文学科卒業。『クラシック批評こてんぱん』（洋泉社）で音楽評論を批評したり、『わたしの嫌いなクラシック』（洋泉社）、『萌えるクラシック』（洋泉社）など既存の音楽評論に囚われないユニークな批評を行ったりしている。Jリーグ・モンテディオ山形のファン。2007年～2011年にわたって、青弓社のムック『クラシック・スナイパー』(vol.1～8)の編者を許光俊とともに務める。

## 評価
梅田望夫は鈴木の著書『美しい日本の掲示板』を、現代日本の「新しい変化」の一つとしての2ちゃんねるに関する「素晴らしい啓蒙書」と評価した。

## 著作
- 『クラシック悪魔の辞典』 洋泉社 1999年 ISBN 978-4896914047
- 『クラシック名盤ほめ殺し』 洋泉社 新書ｙ 2000年 ISBN 978-4896914702 文庫版 ISBN 978-4862480156[7]
- 『クラシック批評こてんぱん』 洋泉社 新書ｙ 2001年 ISBN 978-4896915563[8]
- 『クラシック悪魔の辞典：完全版』 洋泉社 新書ｙ 2001年 ISBN 978-4896915952
- 『不思議な国のクラシック 日本人のためのクラシック音楽入門』青弓社 2002年 ISBN 978-4787271624
- 『美しい日本の掲示板-インターネット掲示板の文化論』 洋泉社 新書ｙ 2003年 ISBN 978-4896917369[9][10]
- 『占いの力』 洋泉社 新書ｙ 2004年 ISBN 978-4896918502
- 『「電車男」は誰なのか　"ネタ化"するコミュニケーション』 中央公論新社 2005年 ISBN 978-4120036064[11]
- 『わたしの嫌いなクラシック』 洋泉社 新書ｙ 2005年 ISBN 978-4896919479
- 『萌えるクラシック：なぜわたしは彼らにハマるのか』 洋泉社 新書ｙ 2006年 ISBN 978-4862480538
- 『チラシで楽しむクラシック　私をコンサートに連れてって』 双葉社 2007年 ISBN 978-4575299526
- 『愛と妄想のクラシック』 洋泉社 新書ｙ 2007年 ISBN 978-4862482075
- 『背徳のクラシック・ガイド』 洋泉社 新書ｙ 2009年 ISBN 978-4862484161[12]
- 『クラシック音楽 異端審問』 アルファベータ 2010年 ISBN 978-4871985697

## 共著
- 『こんな「名盤」は、いらない!　クラシック恐怖の審判 1』許光俊編著 青弓社 1999年  ISBN 978-4787271174
- 『オペラ大爆発! クラシック恐怖の審判 2』許光俊・編著 青弓社 2000年  ISBN 978-4787271259
- 『クラシック、マジでやばい話 クラシック恐怖の審判 3』 許光俊・編著 青弓社 2000年 ISBN 978-4787271310
- 『クラシックCD名盤バトル』 許光俊・共著 洋泉社 新書y 2002年 ISBN 978-4896916324
- 『究極！クラシックのツボ』 許光俊・編著、青弓社　2002年　ISBN 978-4787271488
- 『クラシックB級快楽読本』 許光俊・共著 洋泉社　2003年 ISBN 978-4896917291
- 『絶対！クラシックのキモ』 許光俊・編著、青弓社　2004年　ISBN 978-4787271822
- 『クラシック反入門』 許光俊、梅田浩一共編著 青弓社 2009年 ISBN 978-4787272621
- 『村上春樹を音楽で読み解く』栗原裕一郎、大谷能生、大和田俊之、藤井勉共著 日本文芸社 2010年 ISBN 978-4537257892
- 『クラシック野獣主義』 編著 青弓社 2013年 ISBN 978-4787273352

## ムック
- 『名指揮者120人のコレを聴け!―指揮者別・クラシック名盤&裏名盤ガイド』 洋泉社　洋泉社MOOK　1998年　ISBN 978-4896913248
- 『このオペラを聴け!―食わず嫌いに贈るオペラ名盤&裏名盤ガイド』洋泉社 洋泉社MOOK　1999年　ISBN 978-4896913552
- 『「パクリ・盗作」スキャンダル読本』宝島社 別冊宝島1257 2006年 ISBN 978-4796650724
- 『クラシック・スナイパー1』青弓社 許光俊・共編著 2007年
- 『クラシック・スナイパー2』青弓社 許光俊・共編著 2008年
- 『クラシック・スナイパー3』青弓社 許光俊・共編著 2008年
- 『クラシック・スナイパー4』青弓社 許光俊・共編著 2009年
- 『クラシック・スナイパー5』青弓社 許光俊・共編著 2009年
- 『クラシック・スナイパー6』青弓社 許光俊・共編著 2010年
- 『現代ピアニスト列伝』 青土社 ユリイカ2010年4月号 2010年 ISBN 978-4-7917-0207-7[13]
- 『クラシック・スナイパー7』青弓社 許光俊・共編著 2011年
- 『クラシック・スナイパー8』青弓社 許光俊・共編著 2011年[5]
- 『フルトヴェングラー』 河出書房新社 KAWADE夢ムック 2011年 ISBN 978-4-309-97760-7[14]

## 作品
- 《納豆漁業121メートル集合》（1994～1998）企画・出演（共演は足立智美、ジョン (犬)、山田真由美 (作曲家)等）[15]
- 《取り引きに、筆写で耐えた》(2007)作曲[16]